# Chrysina marginata
Chrysina marginata är en skalbaggsart som beskrevs av Waterhouse 1871. Chrysina marginata ingår i släktet Chrysina och familjen Rutelidae. Inga underarter finns listade i Catalogue of Life.